# Trichoplusia turlini
Trichoplusia turlini là một loài bướm đêm trong họ Noctuidae.